# Franz Littmann
Franz Littmann (* 3. November 1948 in Durmersheim; † 9. März 2025) war ein deutscher Philosoph und Autor. Er galt als wichtiger Interpret und Herausgeber der Literatur von Johann Peter Hebel und lebte in Pforzheim.

## Leben und Wirken
Nach seinem Abitur studierte Littmann in Marburg/Lahn Philosophie, Soziologie und Pädagogik. Mit der Dissertation zum Thema: Der „normale“ Mittelweg zum „wahren“ Selbst : Analyse u. Kritik grundlegender Denkfiguren d. Gruppendynamik promovierte er zum Dr. phil. 1980 an der Philipps-Universität Marburg.
Er war der Ehemann von Gudrun Littmann, die das Künstlerlokal KAP in Karlsruhe bis 1997 führte. Er wirkte als Kunstkritiker und Kunstscout beim Karlsruher Stadtmagazin Klappe Auf, war Mitarbeiter in der Literarischen Gesellschaft Karlsruhe und Mitherausgeber einer kommentierten Studienausgabe in sechs Bänden der Werke Hebels.
Mit der Hebel-Plakette zeichnet die Gemeinde Hausen im Wiesental Personen aus, die sich besondere Verdienste um das Vermächtnis des Dichters Johann Peter Hebel, die alemannische Mundart oder das heimatliche Brauchtum erworben haben. Littmann erhielt 2022 diese Auszeichnung.

## Ehrungen und Auszeichnungen
- Am Hebelabend, Samstag, 7. Mai 2022, wurde Franz Littmann mit der Hebel-Gedenkplakette in Hausen im Wiesental ausgezeichnet.
- Für seine Verdienste um die Heimat wurde Franz Littmann am 11. Dezember 2020 von Theresia Bauer, damals Ministerin für Wissenschaft, Forschung und Kunst, mit der Heimatmedaille Baden-Württemberg ausgezeichnet.
- Im Jahr 2013 wurde Franz Littmann mit dem Hebeldank des Hebelbundes Lörrach ausgezeichnet.[11]

## Veröffentlichungen (Auswahl)
- 10 Philosophen über das Wichtigste im Leben, J. S. Klotz Verlagshaus, Neulingen 2023, ISBN 978-3-949763-65-6.
- Von Fall zu Fall – Johann Peter Hebel und seine situative Ethik, J. S. Klotz Verlagshaus, Neulingen 2022, ISBN 978-3-949763-35-9.
- Pforzheim – Die Geschichte einer Schmuckstadt, J. S. Klotz Verlagshaus, Neulingen 2021, ISBN 978-3-948424-59-6.
- Johann Gottfried Tulla und die Geschichte der Rheinkorrektion, J. S. Klotz Verlagshaus, Neulingen 2020, ISBN 978-3-948424-57-2.
- Johann Peter Hebel: Gesammelte Werke, Kommentierte Studienausgabe in sechs Bänden, Herausgegeben von Jan Knopf, Franz Littmann und Hansgeorg Schmidt-Bergmann unter Mitarbeit von Esther Stern, im Auftrag der Literarischen Gesellschaft Karlsruhe, Wallstein Verlag, Göttingen 2019, ISBN 978-3-8353-3256-0.
- Ein Stadtspaziergang durch Karlsruhe mit Hebel und Weinbrenner, J. S. Klotz Verlagshaus, Neulingen 2018, ISBN 978-3-946231-29-5.
- Johann Peter Hebel und der Schwetzinger Schlossgarten – Ein philosophischer Streifzug, J. S. Klotz Verlagshaus, Neulingen 2018, ISBN 978-3-946231-28-8.
- Joho – Das Künstlerehepaar Vera und Bert Joho, Pforzheim 2018, ISBN 978-3-00-060105-7.
- Schweizerreise – Johann Peter Hebel unterwegs als Aufklärer, Band 26 der Reihe „Lörracher Hefte“, Hrsg. Dreiländermuseum, Lörrach 2018, ISBN 978-3-922107-01-9.
- Kollmar & Jourdan – Die Geschichte der Pforzheimer Schmuckfabrik, 2017.
- Auf dem Berg – eine Spurensuche in Würm, 2011.
- Johann Peter Hebel – Humanität und Lebensklugheit für jedermann, 2008.